# Chlorid berylnatý
Chlorid berylnatý je anorganická sloučenina se vzorcem BeCl2. Jedná se o bezbarvou až bílou či žlutou krystalickou a hygroskopickou látku dobře rozpustnou v mnoha polárních rozpouštědlech.
Jeho vlastnosti jsou téměř stejné jako u chloridu hlinitého.

## Příprava
BeCl2 se připravuje slučováním kovového beryllia s chlorem při vysoké teplotě
Be + Cl2 → BeCl2.
Také je možné jej připravit redukcí oxidu berylnatého uhlíkem při vysoké teplotě za přítomnosti chloru nebo

## Struktura
Pevný BeCl2 je jednorozměrný polymer sestávající z tetraedrických struktur.
Liší se tím od BeF2, který je trojrozměrným polymerem se strukturou podobnou struktuře křemenu.

## Podobné sloučeniny
- Fluorid berylnatý
- Bromid berylnatý
- Jodid berylnatý
- Chlorid hořečnatý
- Chlorid vápenatý
- Chlorid strontnatý
- Chlorid barnatý
- Chlorid radnatý
- Fluorid vápenatý
- Fluorid strontnatý
- Fluorid barnatý
- Bromid barnatý
- Jodid barnatý